# 图卢兹市政厅

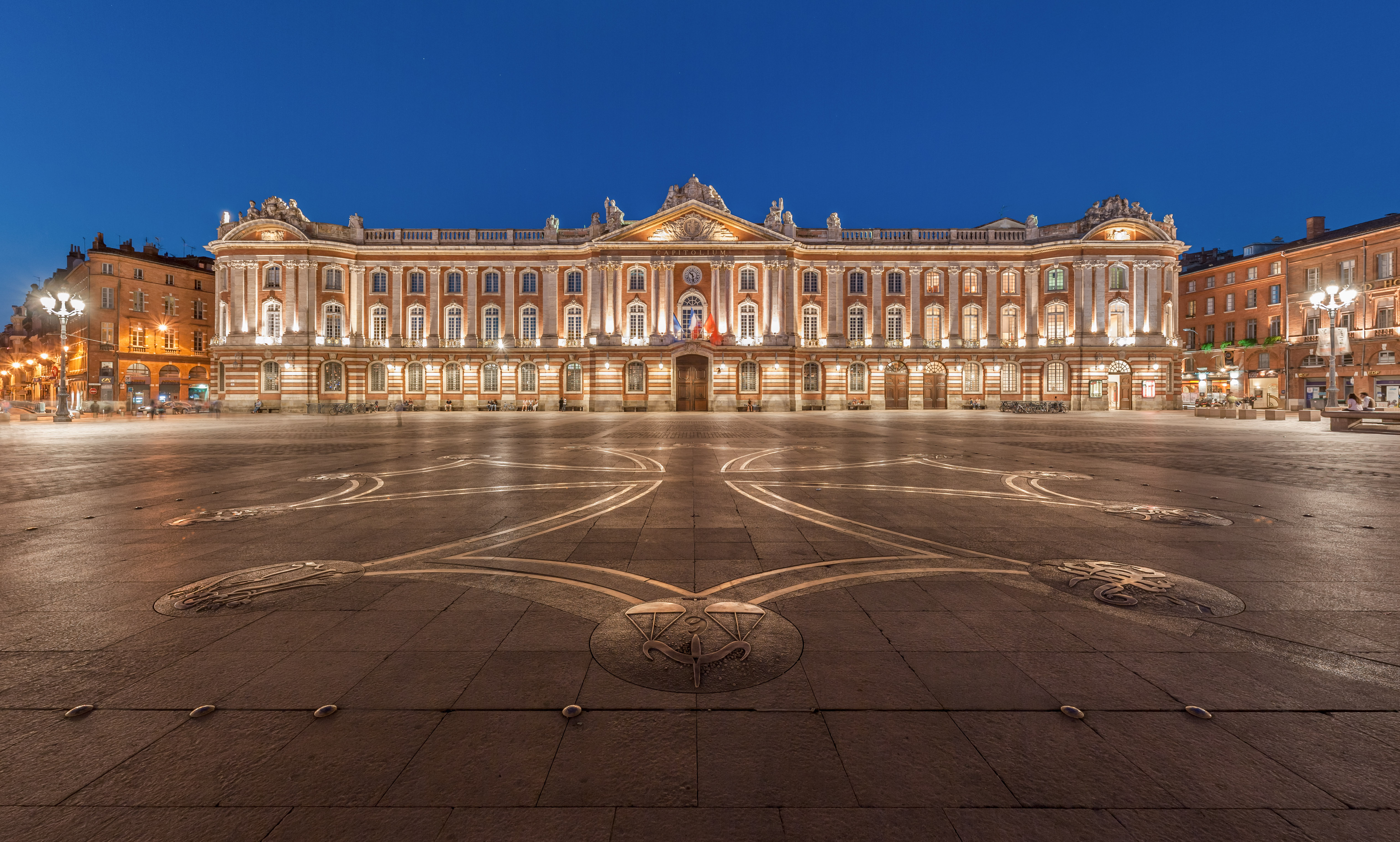
夜晚的市政厅和广场

图卢兹市政厅（Capitole de Toulouse）是法国南部城市图卢兹的市政厅。 
图卢兹市政厅始建于1190年，为这个财富和影响力日益增强的省提供一个政府所在地。"Capitole"得名于罗马卡比托利欧山。 
在20世纪，市政厅前面积达2公顷的市政厅广场（Place du Capitole）经过重新设计。市政厅内部一些地方可以追溯到16世纪，但目前的立面，有135米长，用粉红色砖建造，新古典主义建筑风格，是建于1750年，由Guillaume Cammas设计。八根柱子代表原来的八个 capitouls。1873年，Eugène Viollet-le-Duc在瞭望塔顶部建造了典型的法国北部风格的钟楼。正是在这个瞭望塔，新教徒冉·卡拉（Jean Calas）因宗教偏见受到审问。
原来的中世纪建筑中，只有亨利四世庭院和门幸存了下来。正是在这个庭院，蒙莫朗西公爵因反对枢机主教黎塞留而身首异处。 
1995年，市政厅广场经过彻底的重新设计，保留了行人的空间。今天，市政厅内还设有歌剧公司和交响乐团。

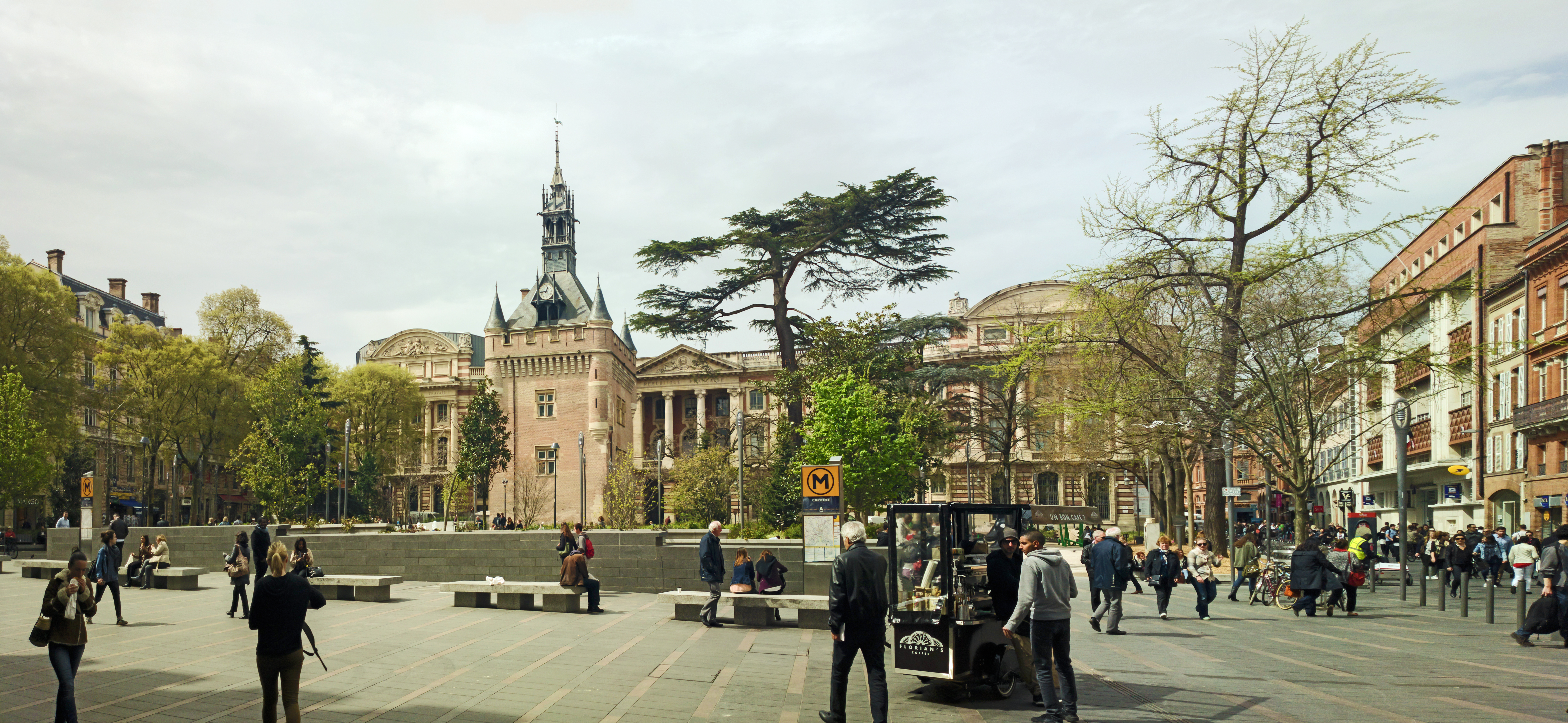
后面门面
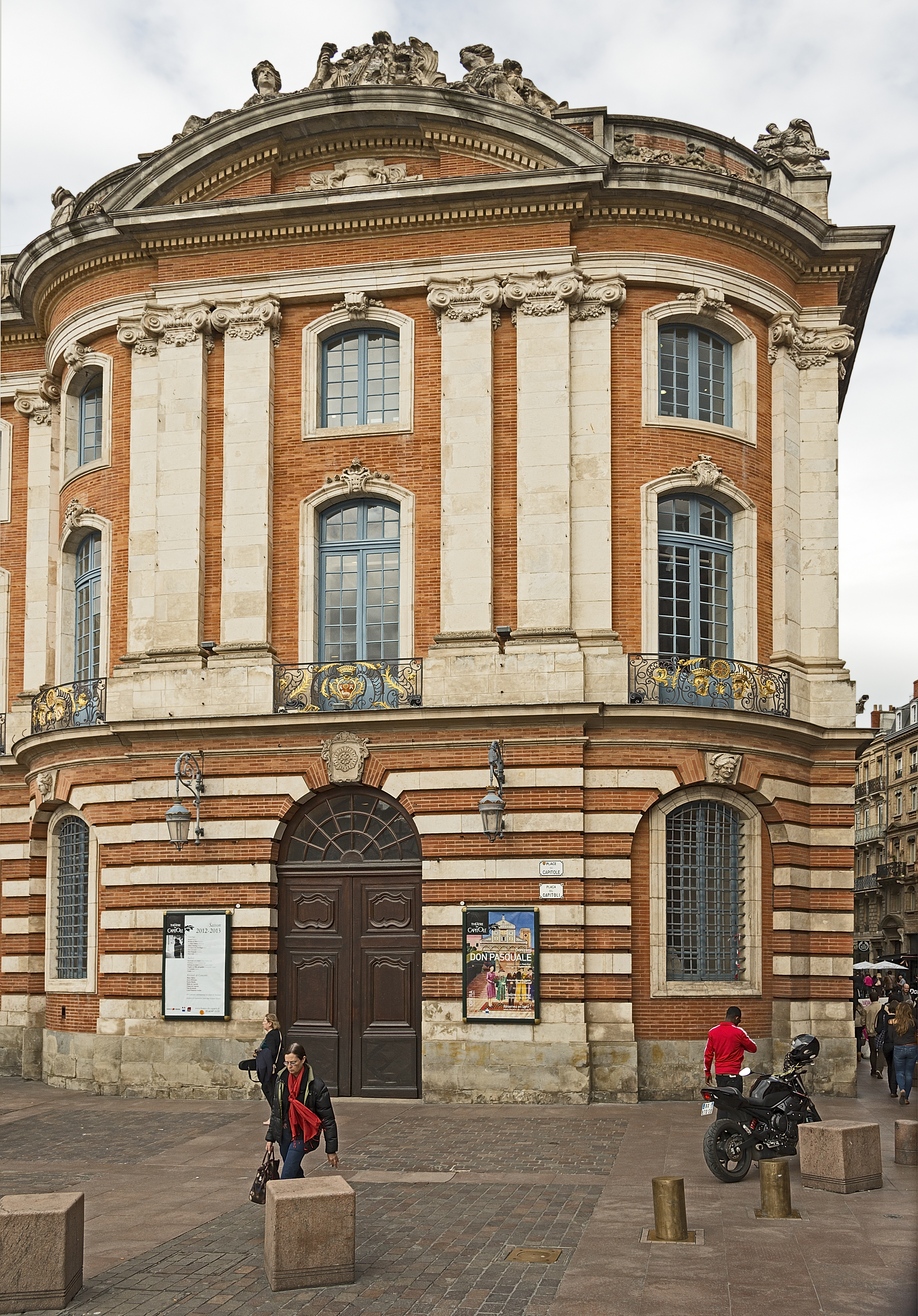
剧院入口

43°36′16″N 1°26′39″E / 43.60446°N 1.44403°E